# Abdoulaye Diallo (syndicaliste)
Pour les articles homonymes, voir Abdoulaye Diallo.
Abdoulaye Diallo, né à la fin du XIXe siècle, est un enseignant et syndicaliste malien du Soudan français.
Membre de l’union régionale des syndicats du Soudan pendant la colonisation française.

## Parcours syndical
Abdoulaye Diallo est un des syndicalistes qui a orchestré la grève générales sénégalaises de 1946, cet événement à marquent l’histoire syndicale du Mali et à ébranlé les fondations coloniales à l’époque.
En 1947, Abdoulaye Diallo avec ses camarades syndicat revendiquent une reconnaissance officielle des syndicats et de meilleurs droits pour les travailleurs.